# Wenn nicht jene, dann eben diese
Wenn nicht jene, dann eben diese (aserbaidschanisch او اولماسین بو اولسون O olmasın, bu olsun) ist eine 1910 geschriebene Operette in vier Akten des aserbaidschanischen Komponisten Üzeyir Hacıbəyov.
In ihr spiegeln sich die sozialen Verhältnisse des vorrevolutionären Aserbaidschan wider. Es ist nach Ehemann und Ehefrau das zweite Werk des Komponisten in diesem Genre.